# Aristolochia tessmannii
Aristolochia tessmannii là một loài thực vật có hoa trong họ Aristolochiaceae. Loài này được Engl. mô tả khoa học đầu tiên năm 1911.